# チコ・アウトローズ

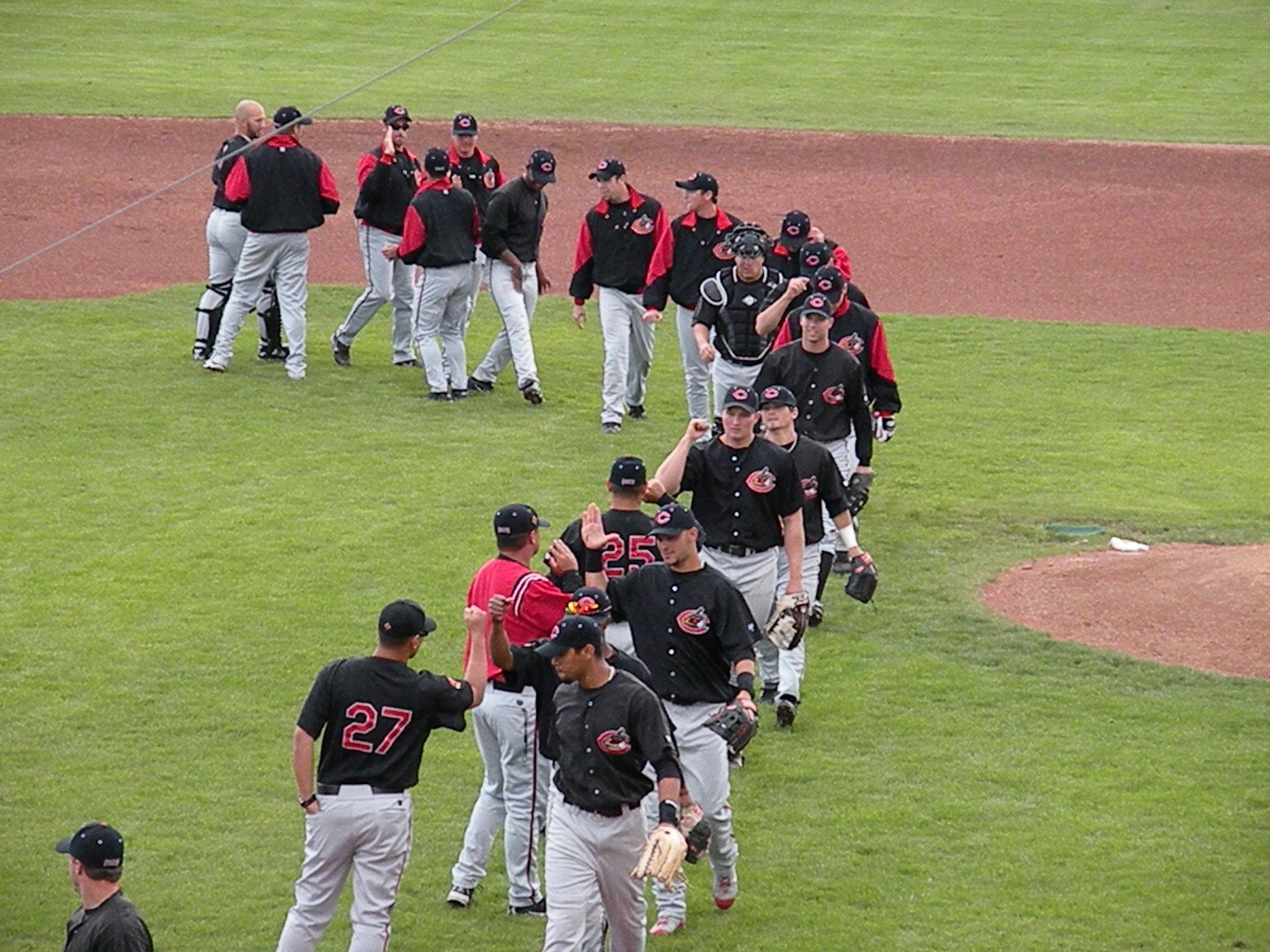
カルガリー・ヴァイパーズ戦に勝利後のアウトローズの選手たち（2008年6月14日）

チコ・アウトローズ（Chico Outlaws）は、アメリカ合衆国カリフォルニア州チコに本拠地を置いて活動していたプロ野球チーム。

## 歴史
2005年に創設し、この年から開始したゴールデン・ベースボール・リーグに加盟。日本ハムファイターズでもプレー経験がある元メジャーリーガーのマイク・マーシャルがGMを務めていた。
2007年に前期1位でプレーオフに進出し、後期1位のロングビーチ・アーマダを破り初優勝を果たした。
2010年4月、日本人女子プロ野球選手の吉田えりが入団し話題となった。
2011年から、ノーザンリーグ、ユナイテッドリーグ・ベースボール、ゴールデン・ベースボール・リーグが合併して誕生したノース・アメリカン・リーグに参入した。
2012年2月に解散した。

## 過去に所属していた選手
- 長坂秀樹 (2006)
- デジ・ウィルソン (2006)
- ダニエル・ナバ (2007)
- ジョー・マツモト (2009)
- ウェイン・フランクリン (2009 - 2011)
- 吉田えり (2010)
- マット・ペリショー (2010 - 2011)
- ボビー・ヒル (2010 - 2011)
- マイク・ローズ (2010 - 2011)
- イスマエル・カストロ (2010)

## 歴代成績
| 年   | 勝 | 敗 | 勝率 | 順位    | プレーオフ                 |
| ---- | -- | -- | ---- | ------- | -------------------------- |
| 2005 | 49 | 41 | .544 | 2位     | ワイルドカードで進出、敗退 |
| 2006 | 46 | 34 | .575 | 2位/2位 | -                          |
| 2007 | 44 | 32 | .579 | 1位/3位 | 優勝                       |
| 2008 | 34 | 51 | .400 | 4位/3位 | -                          |
| 2009 | 33 | 44 | .429 | 3位/3位 | -                          |
| 2010 | 55 | 30 | .647 | 1位/2位 | 優勝                       |